# کنی آدیشیگبین
کنی آدیشیگبین (انگلیسی: Kenny Adeshigbin؛ زادهٔ ۱۲ فوریهٔ ۱۹۹۱) بازیکن فوتبال اهل ایالات متحده آمریکا است که در پست مهاجم برای آستراس ولاهیوتی اف سی در گاما اتنیکی یونان بازی کرده است. او سرعت، قدرت و تمام‌کنندگی را به عنوان نقاط قوت خود ذکر کرده است.